# پادشاه جزیره اهریمن
پادشاه جزیره اهریمن (نروژی: Kongen av Bastøy؛ ‏انگلیسی: King of Devil's Island) که با نام پادشاه سرزمین شیطان هم شناخته می‌شود، یک فیلم درام اکشن نروژی-فرانسوی است که در سال ۲۰۱۰ منتشر شد. از بازیگران آن می‌توان به استلان اسکاشگورد و کریستوفر یونر اشاره کرد. فیلم بر اساس یک داستان واقعی در زمستان و اوایل قرن 20 در نروژ ساخته شده است. در جزیره ای واقع در اوسلو گروهی از پسران 11 تا 18 ساله متخلف زندگی می کنند. رژیمی که توسط نگهبانان از پسران سو استفاده جسمی و روانی میکند. در این میان پسری گروه را برای شورش علیه رژیم رهبری می کند…